# Makarti Tama (Peninjauan)
Makarti Tama is een bestuurslaag in het regentschap Ogan Komering Ulu van de provincie Zuid-Sumatra, Indonesië. Makarti Tama telt 1485 inwoners (volkstelling 2010).